# Vajdaszeg
Vajdaszeg (románul Gura Arieșului, korábban Vaidasig) település Romániában, Fehér megyében.

## Fekvése

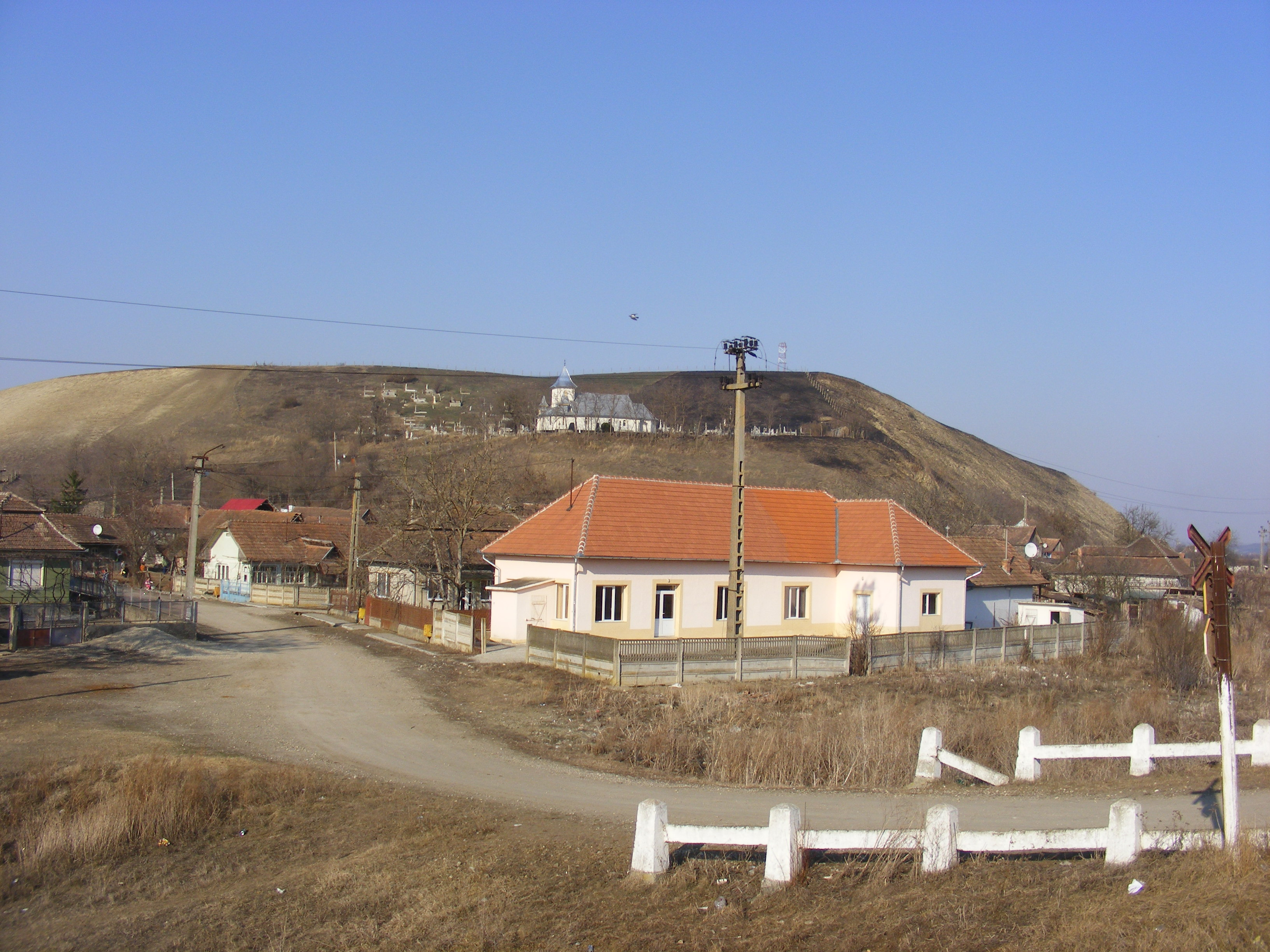

Fehér megye északi részén található, Nagyenyedtől mintegy 25 km-re északkeletre, Székelykocsárd szomszédságában. A falu mellett torkollik az Aranyos folyó a Marosba, innen származik jelenlegi román neve is (Gura Arieșului = az Aranyos torkolata).

## Története
1362-ben említik a település nevét. Első lakói valószínűleg székelyek voltak, később, a 16. század táján románok költöztek a faluba.
Az 1876-os megyerendezéstől a trianoni békeszerződésig Torda-Aranyos vármegye Felvinci járásához tartozott. Trianon óta Románia része.

## Lakossága
1910-ben 618 lakosa volt, ebből 553 román, 43 magyar, 8 német, 14 egyéb nemzetiségű volt.
2002-ben 554 fő lakta a települést, melyből 534 román, 17 cigány, 3 fő magyar nemzetiségű volt.